# ルイ＝マリー・オーベール・デュプティ＝トゥアール

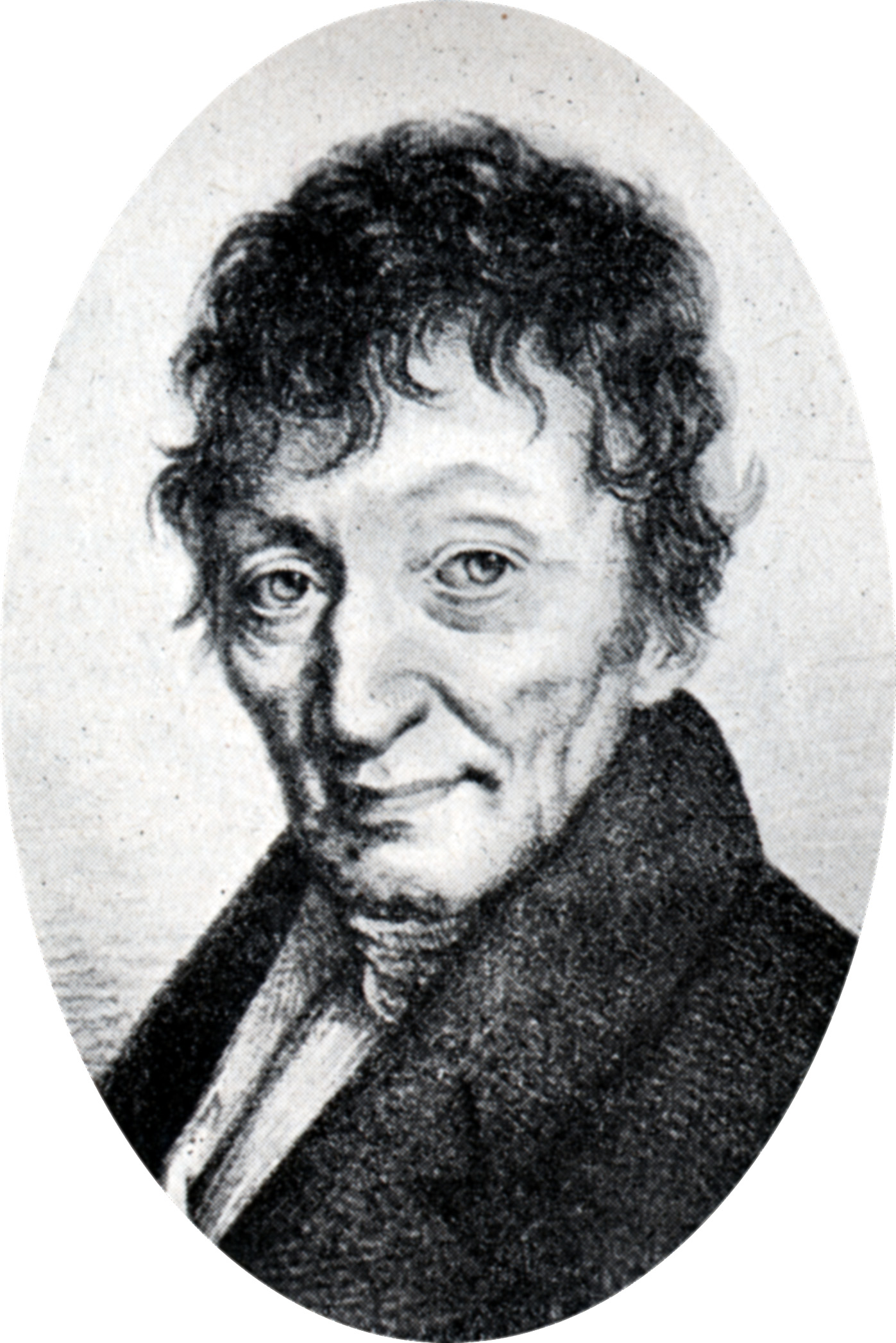
Louis Marie Aubert Du Petit-Thouars

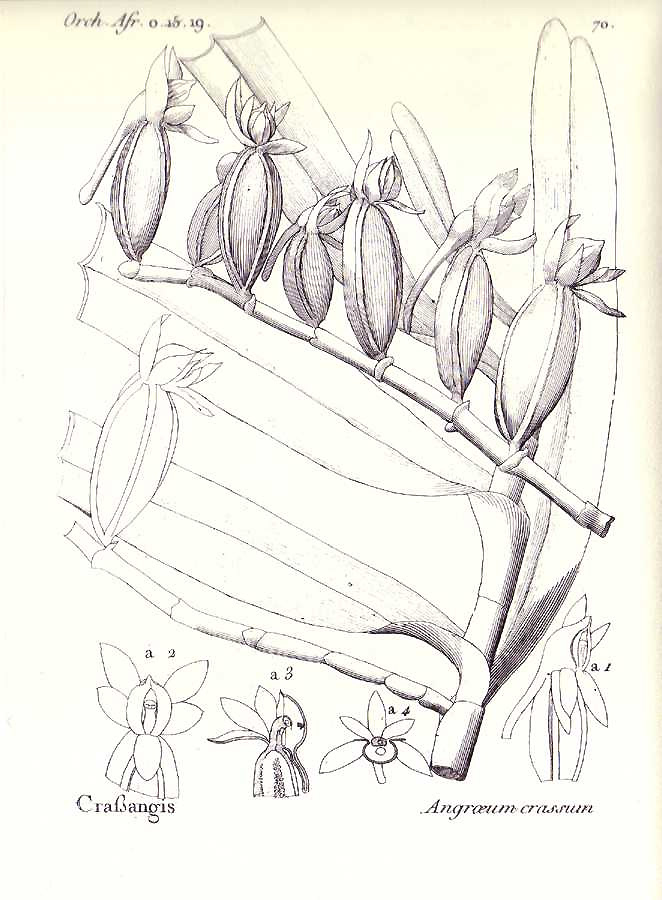
著書の図版Angraecum crassum

ルイ＝マリー・オーベール・デュプティ＝トゥアール（Louis-Marie Aubert du Petit-Thouars、1758年11月5日 - 1831年5月12日）はフランスの植物学者である。マダガスカル島、モーリシャス、レユニオン島のラン科の植物の収集と記載を行った。

## 生涯
サン＝マルタン＝ド＝ラ＝プラス（Saint-Martin-de-la-Place）のChâteau de Boumoisで、アンジューの貴族の家に生まれた。弟に海軍軍人になったアリスティード・デュプティ＝トゥアールがいる。1792年のフランス革命の間、2年間投獄され、マダガスカルとレユニオン島に追放された。追放先でマダガスカル島、モーリシャス、レユニオン島の植物の収集を始めた。10年後に帰国が可能になり、2000種のコレクションとともにフランスに戻った。持ち帰られた標本はパリ自然史博物館に収められ、一部はイギリスの王立植物園（キュー・ガーデン）に収められた。
著書に『フランス領の島、ブルボン島、マダガスカルの植物史』（"Histoire des végétaux recueillis dans les îles de France, de Bourbon et de Madagascar"）があり、多くの美しい図版で知られている。ほかに" Mélanges de botanique et de voyages" 、"Histoire particulière des plantes orchidées recueillies dans les trois îles australes de France, de Bourbon et de Madagascar" がある。多くのラン科の属や種の記載を行い命名した。
Actinoschoenus thouarsii  (Kunth) Benth. (Cyperaceae属)など多くの種に献名されている。